# Letecký skauting
Letecký skauting (Air Scouts) je forma mezinárodního skautského hnutí se zvláštním důrazem na oblasti letectví. Letečtí skauti sledují stejný základní skautský program jako normální skauti, ale věnují určité množství času svým leteckým činnostem.
Aero skauti často nosí mírně odlišný kroj a nebo mohou mít další odznaky.
Většina vzdušných aktivit je pozemních, jako například návštěvy letišť a leteckých muzeí, řízení rádiem ovládaných modelů a táboření na letištích. V závislosti na věkové skupině, zemi a skautské činnosti mohou rovněž zahrnovat skákání s padákem nebo lety v lehkém letadle, vrtulníku, kluzáku nebo horkovzdušném balónu.

## Historie
Major Baden Fletcher Smyth Baden-Powell, nejmladší bratr zakladatele skautské asociace ve Spojeném království, Roberta Badenea-Powella, byl letec a tvrdí se, že první přinesl aktivity založené na létání do skautingu Letecký odznak byl představen sdružením Boy Scouts v roce 1911. Ty však nepředstavil letecký skauting.
Návrhy mít oddíl leteckých skautů v rámci Boy scouts association byl nejprve předložen v květnu 1927. Nebyly ale přijaty ze strachu, že takový oddíl by mohla „odvést pozornost k ne-základním aktivitám“ a nebyly k dispozici dostatečné pracovní síly v hnutí k jeho udržení. Nicméně v roce 1930 byly skautské oddíly v blízkosti letišť vyzvány, aby zahrnuly letecké aktivity do svých programů, a byla vydána brožura „Air Patrols“. The Boy Scouts Association zavedla letecké skauty v roce 1941.
4. světové skautské jamboree v roce 1933 bylo prvním mezinárodním setkáním, kde byli zastoupeni letečtí skauti. Dne 9. srpna Robert Baden-Powell navštívil letecké skauty, ve společnosti Pál Telekim maďarským náčelníkem a László Almasym, který byl vůdcem Maďarských aero skautů.

## Česko
V roce 2018 vznikl první roverský kmen leteckých skautů. Kmen čítá přes čtyřicet skautů z celé republiky.

## Ve světě

### Austrálie
Skauti Austrálie mají několik aktivních leteckých oddílů. První, Canberra, se nachází ve městě Deakin, Australian Capital Territory K dispozici jsou také dva oddíly v západní Austrálii, Bullsbrook a Morley. Jeden oddíl je ve státě Victoria, 3. Chelsea Air Scouts, který se nachází v Melbourne Bayside předměstí Chelsea.

### Belgie
Existuje pouze jeden oddíl – hostí jej belgický Paragliding klub

### Francie
Letečtí skauti (Scouts de L'Air) vznikli na severu Francie v roce 1935. První zdokumentovaný francouzský tábor aero skautů se konal v Saint Cyr, od 25. srpna do 1. září 1935. Poté, co skončila Druhá světová válka, bylo obnoveno několik oddílů a na Peace Jamboree 1947 bylo pro návštěvníky k vydění několik kluzáků postavených různými skauty. Byla demonstrována i další činnosti jako například modelářství
V současné době jsou známy pouze dva oddíly leteckých skautů – jeden založený v jihovýchodní Francii a jedna z menších francouzských asociací.

### Řecko
Letečtí skauti v Řecku jsou aktivní větví programu Soma Hellinon Proskopon (Skauti Řecka). Nazývají se Aeroproskopoi. Jedná se o přibližně 57 oddílů. Větev řeckých leteckých skautů byla založena v roce 1945.

### Maďarsko
Magyar Cserkészszövetség (Maďarská skautská asociace), člen WOSM, dosud nemá oficiální program leteckého skautingu, ale v poslední době vznikl oddíl – Repülőcserkész – v Gyoru v západním regionu Maďarska, a je pravděpodobně jediný letecký v Maďarsku (od října 2014). Místní letecké organisace je podporují přístupem k příslušným činnostem. Oddíl tvoří svůj program na základě nejrůznějších zdrojů včetně skautů z Polska, Irska, Španělska a Velké Británie.

### Indie
Skauti a skautky bharat také mají větev pro letecké skauty.

### Indonésie
„Saka Dirgantara“ jsou letečtí skauti v rámci Gerakan Pramuka zaměřený na Rovery (16-20). Tento letecký program se zaměřuje na tři různé aspekty:
- Aero Sport: motorizovaný let, nemotorová letadla, letecké modelářství, sky-diving, rogalo
- Aero Knowledge: aerodynamika, řízení letového provozu (ATC), meteorologie, Flight Podpora Facility, vzdušná navigace
- Aero Service: letecké strojírenství, letecká komunikace, Aerial SAR, Aero Structure

Letečtí skauti v Indonésii jsou podporováni indonéským letectvem TNI AU a dalšími aerokluby.

### Itálie
V roce 1949 CNGEI zahájila činnost s leteckými skauty, který byl následovaný pořádání prvního kurzu letecké kultury, pořádané na Air War School ve Florencii-Cascine, ale na konci šedesátých let problém materiálu a logistické potíže zablokovaly jejich rozvoj a činnost.

### Nizozemsko
Letecký skauting (luchtscouting) v Nizozemsku je aktivní součástí programu. V současné době existuje 15 aero oddílů. Nosí šedou košili.

### Polsko
Letecký skauting (harcerskie lotnictwo) v Polsku je aktivní součástí programu. V současné době existuje Harcerski Klub Balonowy, 1 Krakowska 19 Lotnicza a 9 oddílů.

### Velká Británie
Britští skauti byli zapojeni v letectví od prvních dnů letectví. První britská skupina skautů známa tím, že postavila a letěla vlastním kluzákem, byli East Grinstead v roce 1912.
Myšlenka leteckých skautů jako samostatné jednotky byla odmítána po mnoho let, nakonec se ale stala oficiální větví skautingu v roce 1941. První tábor National Air Scouts se konala v Avington Park v červenci 1942 a v prosinci 1942 se konala výstava National Air Scout v Dorland Hall v Londýně.
Skautská asociace koupila svůj první kluzák v roce 1959 a provozovala letecké středisko v Lasham, poblíž Alton v Hampshire, až do roku 1978.
V současné době je asi 10 % všech skautů ze Skautské asociace v jednom ze 160 skautských aero oddílů.

### Spojené státy americké
Air Scouts je nyní již zaniklá část z programu Skauti Ameriky (BSA). Program leteckého skautingu měla čtyři řady Apprentice, Observer, Craftsman, a Ace. Uzel a medaili Ace (Silver Award), mohou být stále nošeny každým, kdo je získal, než byl program zrušen.
Program byl založen v roce 1941 a existoval pod názvem Aero scouting do roku 1949, kdy byl přejmenován na 'Air Explorers . S menšími změnami tento program trval až do roku 1965, kdy zcela splynul s tehdejším Explorer programem BSA jako specialita s názvem „Aviation Explorers“.
Dne 1. března 1985, Skauti Ameriky oficiálně ukončili program motorového letectví ve svém programu s poukázáním na problémy s udržováním pojistného krytí v případě nehody letadla. To ovlivnilo více než 10 000 skautů v programu Explorer.